# Almería (álbum de Lifehouse)
Almería es el sexto álbum de estudio de la banda Americana de Rock Lifehouse, lanzado el 11 de diciembre de 2012 por Geffen Records. El título se refiere a la ciudad ubicada en España, Almería, donde muchas películas clásicas del oeste fueron filmadas. El álbum fue producido por Jude Cole quien ha trabajado con Lifehouse en álbumes anteriores. El primer y único sencillo del álbum fue lanzado en septiembre, titulado Between the raindrops con la colaboración de la cantante de pop británica Natasha Bedingfield.
El 24 de julio de 2013, Jason publicó una carta en Facebook diciendo que Lifehouse había partido de Geffen Records, estudio con el que habían trabajado desde su primer álbum; pero que continuarían haciendo nueva música.
Almería tiene un sonido diferente que sus trabajos anteriores, el líder de la banda Jason Wade dijo a Billboard: "Sabíamos que teníamos que empezar desde cero y tratar de hacer algo nuevo. Sentimos que nuestro sonido tenía que cambiar y evolucionar".

## Lista de canciones
- 1 Gotta be tonight
- 2 Between the raindrops (con Natasha Bedingfield)
- 3 Nobody listen
- 4 Moveonday
- 5 Slow motion
- 6 Only you're the one
- 7 Where I come from
- 8 Right back home (con Peter Frampton y Charles Jones)
- 9 Barricade
- 10 Aftermath

Temas extra Edición Deluxe:
- 11 Lady day
- 12 Pins & needles
- 13 Rolling off the stone
- 14 Always somewhere close (solo en iTunes)